# L'undicesima vittima (film 2012)
L'undicesima vittima è un film per la televisione statunitense del 2012 diretto da Mike Rohl, tratto dall'omonimo romanzo di Nancy Grace.

## Trama
Jennie Garth interpreta il Pubblico Ministero Hailey Dean che riesce a far condannare un uomo accusato di essere il serial killer che uccide giovani donne, ricostruendo, con i loro corpi, celebri dipinti. Dopo il caso, Hailey decide di cambiare città e professione, intraprendendo la carriera di terapista. L'uomo però esce dal carcere grazie ad un escamotage del suo avvocato e si mette sulle tracce di Hailey. Il suo obbiettivo è ucciderla e realizzare un nuovo quadro vivente.